# 鄧亮洪
鄧亮洪（英語：Tang Liang Hong，1935年—），新加坡政治人物、律師，曾是反對黨領袖。

## 1997年大選
他曾於1997年以新加坡工人黨候選人身份參與國會大選，出戰靜山集選區，在點票結果中，鄧的候選團隊共獲得45%的選票落選。
鄧亮洪在大選前曾多次遭新加坡媒體指為「反基督教、危險人物、大漢沙文主義者」等，及曾收到死亡恐嚇信，便向警局報案，惟警方不受理有關指控，鄧遂離境前往馬來西亞柔佛州新山逗留。在大選過後遭國會內閣資政李光耀、總理吳作棟等11人控告誹謗。除此之外，鄧也曾被稅局指控逃稅，妻子的護照曾遭沒收，及後獲發還，先流亡香港，其後鄧氏前往澳洲尋求政治庇護。

### 回憶錄與新加坡選舉
鄧亮洪所著的《與李光耀較量：新加坡異見者鄧亮洪回憶錄》描述了人民行動黨如何用行政和司法手段限制反對黨，並操弄選舉制度和規則以確保反對黨無法構成實質性挑戰，這些手段如操縱選舉時間、减少新聞採訪反對黨、針對反對黨勝選選區進行限制公共經費、選區重新劃分等等，指出新加坡選舉的長期不公平制度。

## 外部連結
- 鄧亮洪論壇 （页面存档备份，存于）
- Life on the run by James Gomez (4 April 2000)
- 新加坡工人黨歷史:1991至2000
- 赴会华商 尝鲜72小时过境免签 （页面存档备份，存于）